# Tàxia
Una tàxia és cada una de les respostes a estímuls que donen els éssers vius. Un exemple clar de tàxia és la fototàxia, reaccionar a la llum o en funció d'ella de manera determinada.
- Anemotàxia: pel vent.
- Barotàxia: pel canvi de pressió.
- Quimiotàxia: per productes químics.
- Galvanotàxia: per corrents elèctriques.
- Geotàxia: per forces gravitacionals.
- Hidrotàxia: per l'aigua.
- Fototàxia: per la llum.
- Termotàxia: per la calor.
- Magnetotàixa: pel magnetisme